# Wulfhelm (Wells)
Wulfhelm († zwischen 955 und 956) war Bischof von Wells. Er wurde 938 zum Bischof geweiht und trat sein Amt im selben Jahr an. Er starb zwischen 955 und 956.